# Dave Goelz
Dave Goelz est un acteur et marionnettiste américain né le 16 juillet 1946 à Los Angeles en Californie.

## Filmographie

### Cinéma
- 1961 : La Fiancée de papa : l'adolescent
- 1979 : Les Muppets : Ça c'est du cinéma ! : Gonzo et autres personnages
- 1981 : La Grande Aventure des Muppets : Gonzo et autres personnages
- 1982 : Dark Crystal : Fizzgig et Général Garthim
- 1984 : Les Muppets à Manhattan : Gonzo et autres personnages
- 1986 : Labyrinthe : Didymus et autres personnages
- 1992 : Noël chez les Muppets : Gonzo et autres personnages
- 1996 : L'Île au trésor des Muppets : Gonzo et autres personnages
- 1999 : Les Muppets dans l'espace : Gonzo et autres personnages
- 1999 : Elmo au pays des grincheux : le poulet
- 2011 : Les Muppets, le retour : Gonzo et autres personnages
- 2014 : Opération Muppets : Gonzo et autres personnages
- 2015 : Vice-versa : Frank le garde du subconscient

### Télévision
- 1976-1981 : Le Muppet Show : Gonzo, Dr Bunsen Honeydew, Beauregard et autres personnages (120 épisodes)
- 1979 : The Tonight Show Starring Johnny Carson : Gonzo (1 épisode)
- 1983-1987 : Fraggle Rock : Boober Fraggle, Matt l’oncle voyageur, Philo et autres personnages (96 épisodes)
- 1989-1990 : The Jim Henson Hour : Gonzo et autres personnages (9 épisodes)
- 1990 : Cosby Show : Gonzo (1 épisode)
- 1990 : Le Monde merveilleux de Disney : Gonzo, Dr Bunsen Honeydew, Beauregard et autres personnages (2 épisodes)
- 1991-1992 : Dinosaures : Earl Sinclair et Général Chow (13 épisodes)
- 1992 : What's Up, Doc ? : Gonzo (1 épispode)
- 1993-2008 : 1, rue Sésame : Piño, Lovey Dwarf, le vendeur chinois et autres personnages (6 épisodes)
- 1994 : The Secret Life of Toys : Rugby et Ditz (13 épisodes)
- 1994 : Animal Show : Stinky, l'ourson et le bébé kangourou (7 épisodes)
- 1996 : ABC TGIF : Gonzo et Waldorf (2 épisodes)
- 1996-1998 : Les Muppets : Waldorf, Gonzo, Randy Pig et autres personnages (22 épisodes)
- 1999 : Tibère et la Maison bleue : Jack le chien (2 épisodes)
- 2002 : Joyeux Muppet Show de Noël : Gonzo, Dr Bunsen Honeydrew et Waldorf
- 2004-2011 : Saturday Night Live : Gonzo et Waldorf (2 épisodes)
- 2005 : Le Magicien d'Oz des Muppets : Gonzo et autres personnages
- 2009 : Late Night with Jimmy Fallon : Gonzo et Waldorf (2 épisodes)
- 2011 : Good Morning America : Gonzo (1 épisode)
- 2012 : The Secret Policeman's Balls : Waldorf
- 2012 : Jimmy Kimmel Live! : Zoot (1 épisode)
- 2012 : Just for Laughs : Gonzo, Waldorf et autres personnages (1 épisode)
- 2015-2016 : The Muppets : Zoot, Gonzo, Waldorf et autres personnages (17 épisodes)
- 2019 : Dark Crystal : Le Temps de la résistance : Baffi (3 épisodes)
- 2020 : Fraggle Rock: Rock On! : Boober Fraggle et l'oncle voyageur Matt (5 épisodes)